# Tschechisch-Slowakische Battlegroup
Die Tschechisch-Slowakische Battlegroup ist eine von der Tschechischen Republik geführte EU Battlegroup, an der auch die Slowakei beteiligt ist.

## Zusammensetzung
Die Kampfgruppe besteht aus 2500 Soldaten, von denen 2100 tschechische und 400 slowakische Soldaten sind. Ihre erste Aktivierung fand im zweiten Halbjahr 2009 statt.
Die Kampfgruppe ist in der Lage, innerhalb von zehn Tagen eine schnelle Eingreiftruppe in einer Entfernung von bis zu 6.000 km zum Einsatz zu bringen.